# آژداهاک
آژداهاک (ارمنی: Աժդահակ; انگلیسی: Mount Azhdahak) یک کوه و آتشفشان در ارمنستان است که در استان گغارکونیک واقع شده‌است.

## خصوصیات
آژداهاک ۳٬۵۹۷ متر بالاتر از سطح دریا واقع شده‌است و بلندترین قله رشته‌کوه گقام می‌باشد.

## نگارخانه

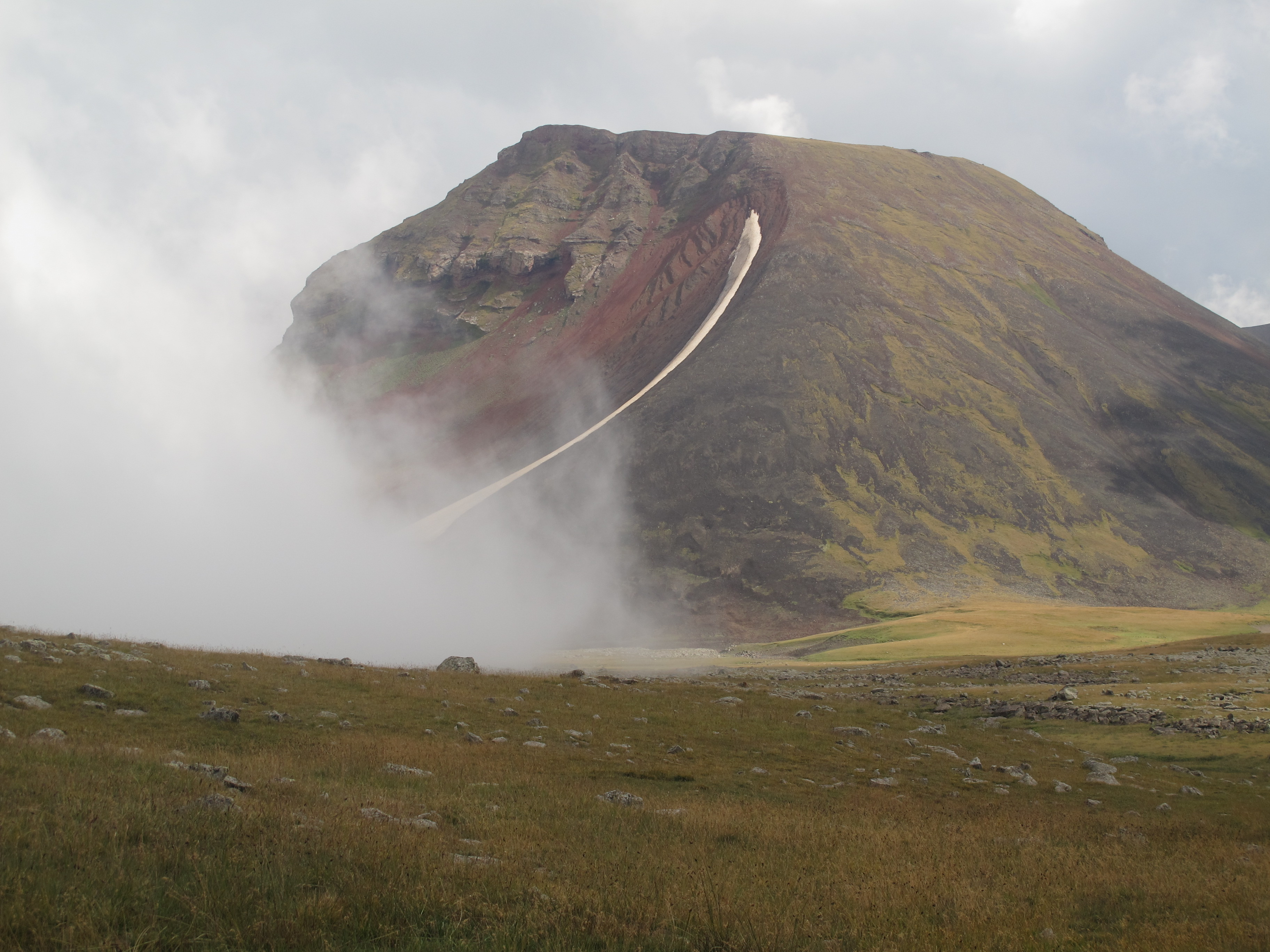
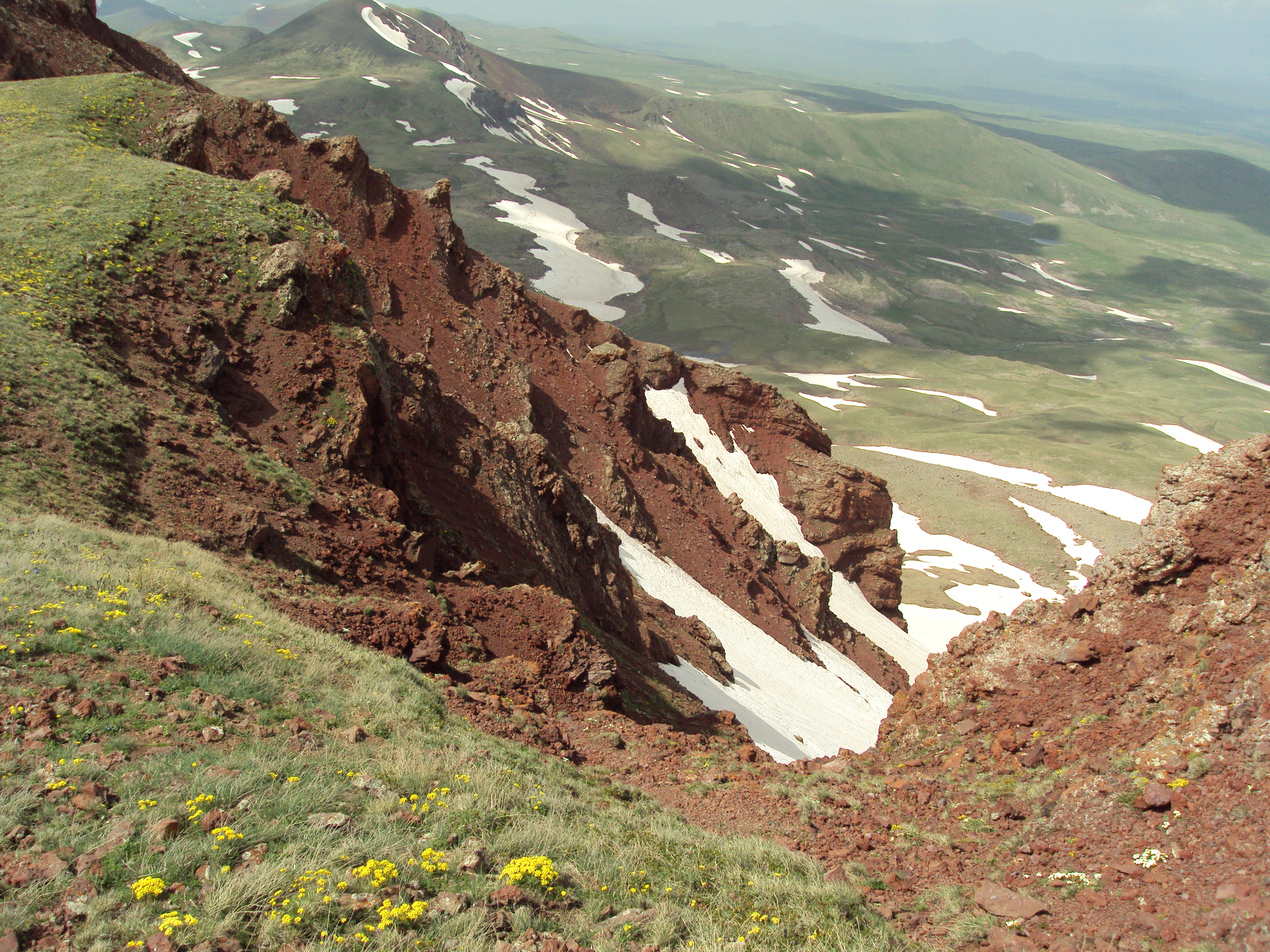
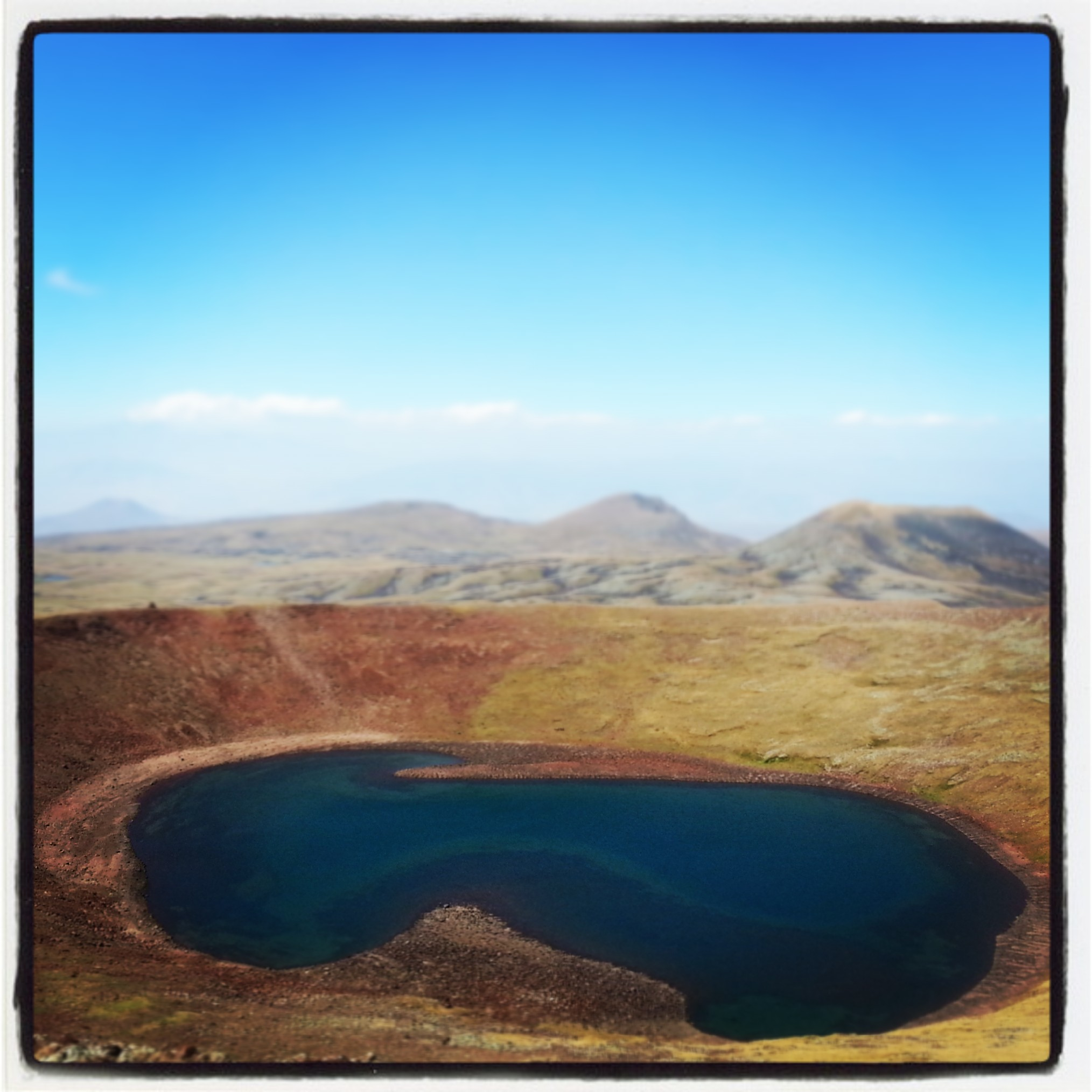
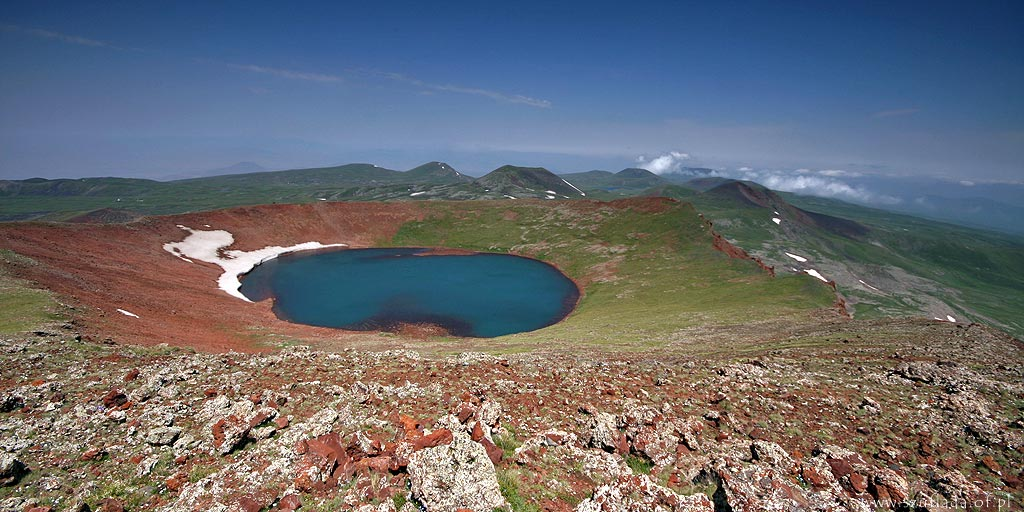